# Gasteracantha
Genre
Synonymes
- Bunocrania Thorell, 1878
- Paurotylus Tullgren, 1910

Gasteracantha est un genre d'araignées aranéomorphes de la famille des Araneidae.

## Distribution
Les espèces de ce genre se rencontrent en Asie, en Océanie et en Afrique subsaharienne sauf Gasteracantha cancriformis d'Amérique.
Deux espèces font partie de la faune française d'Outre-Mer. Gasteracantha cancriformis est présente en Guyane et aux Antilles françaises et Gasteracantha rhomboidea comorensis présente à Mayotte.

## Description

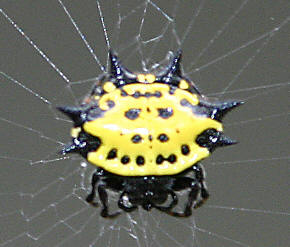
Gasteracantha cancriformis

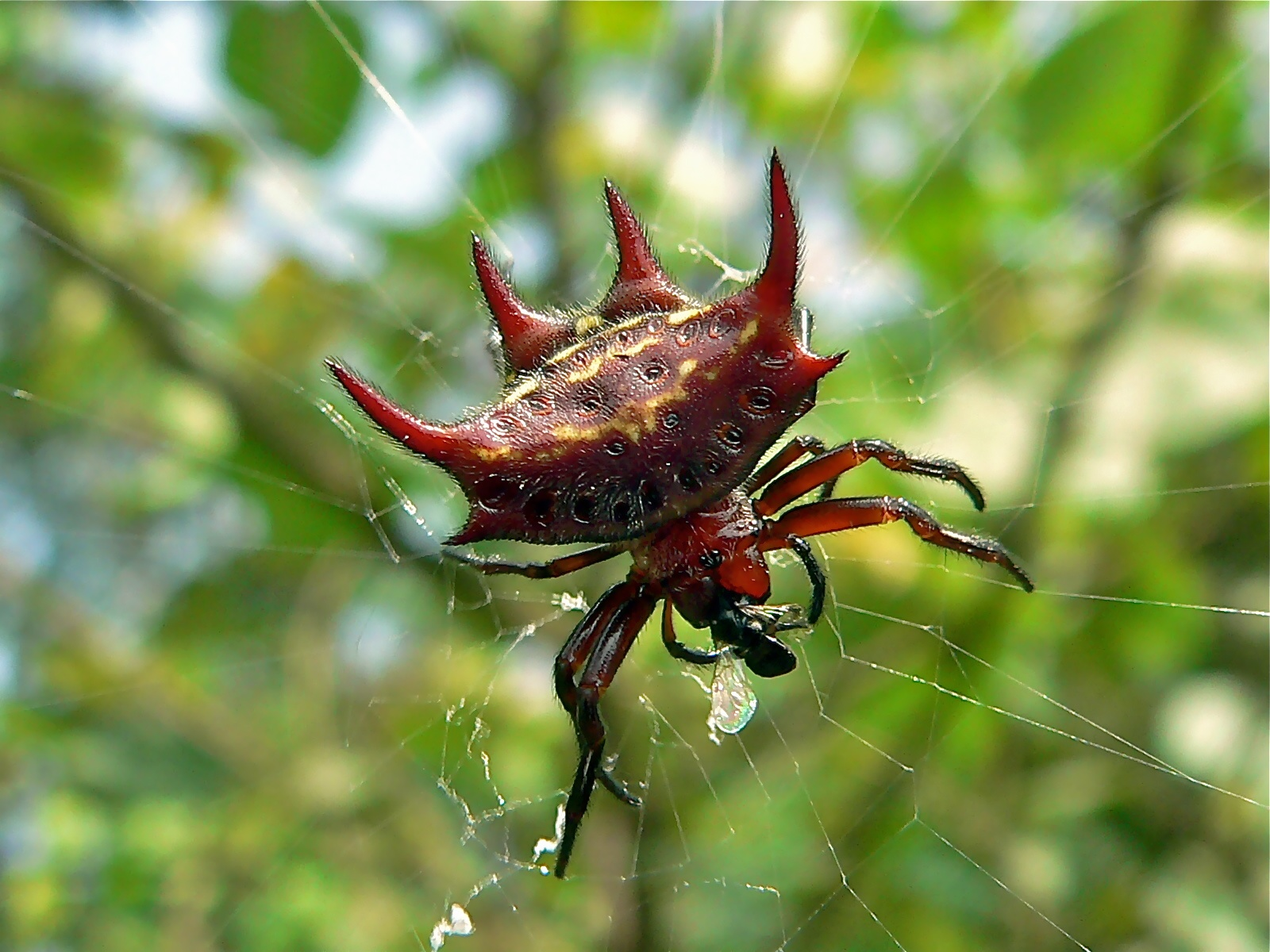
Gasteracantha curvispina

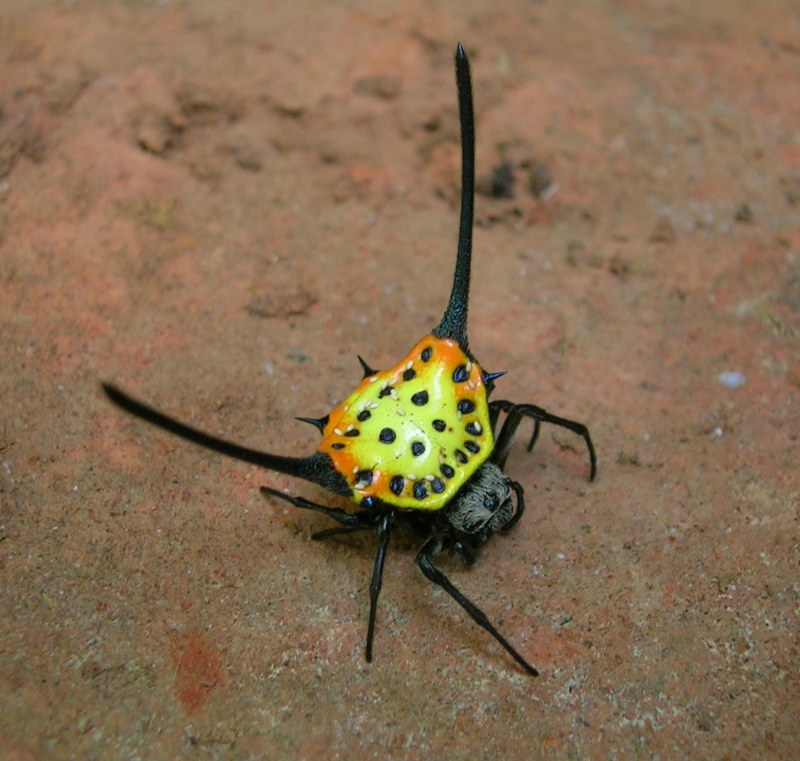
Gasteracantha dalyi

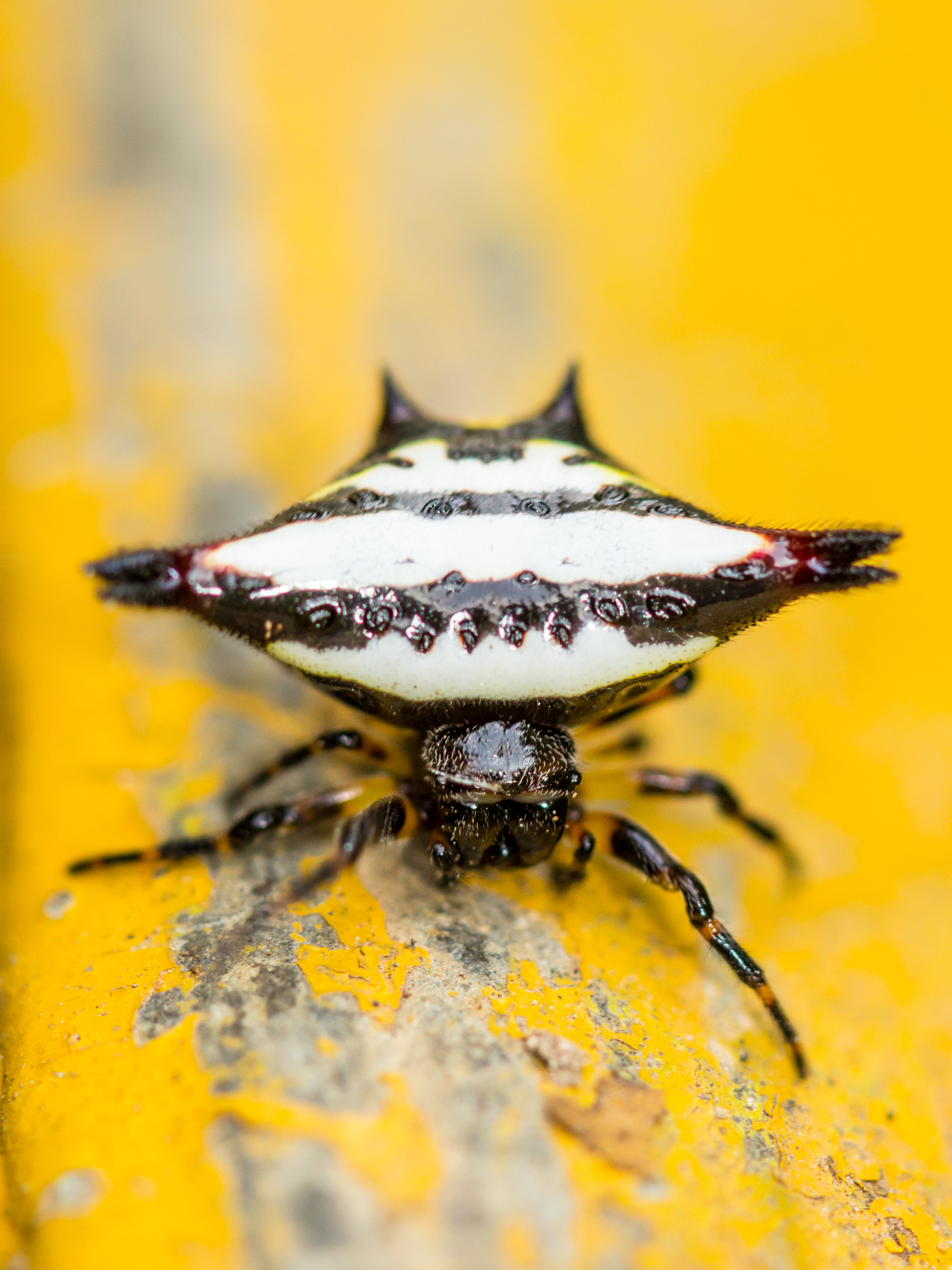
Gasteracantha geminata

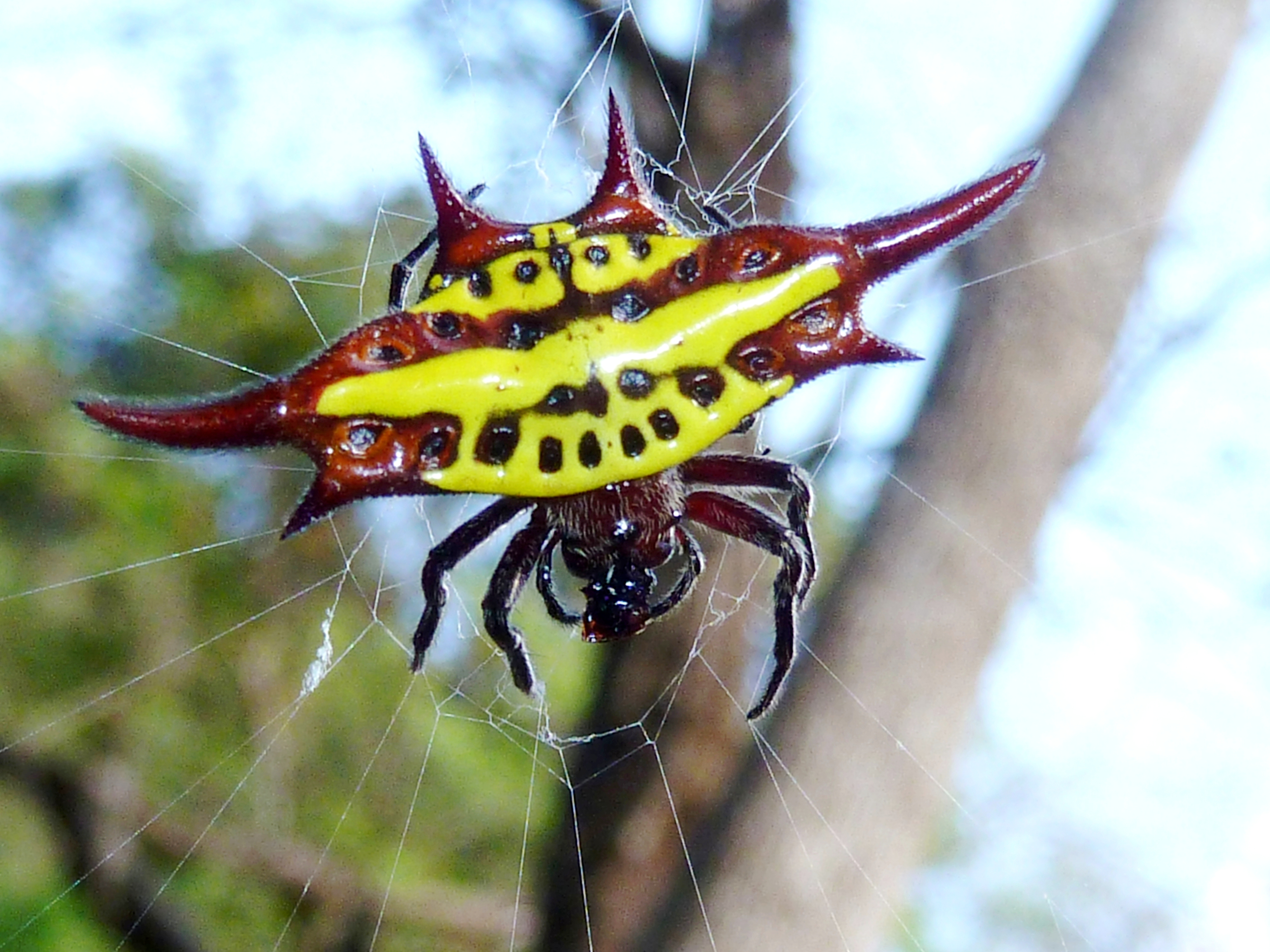
Gasteracantha versicolor

La plupart des araignées membres de ce genre sont étonnamment colorées avec des corps en forme de coquillage et des épines proéminentes sur leur abdomen.
La région céphalique du céphalothorax est plus haute dans son milieu et décroit vers l'avant et vers l'arrière. Le quadrangle oculaire est plus large en arrière qu'en avant et les yeux médians sont en général plus petits. L'abdomen est grand, de forme quadrangulaire, transversalement oblong ou comprimé latéralement. La face avant de l'abdomen recouvre le pédoncule et une partie du thorax. L'abdomen est pourvu latéralement de deux épines antérieures, deux médianes et deux postérieures, les médianes étant en général beaucoup plus fines. Le tégument de l'abdomen est calleux. Il est imprimé sur sa face dorsale avec des points enfoncés ressemblants à des cachets de cire (sigilla), dont le nombre et la répartition sont déterminants d'un point du vue taxinomique.

## Écologie

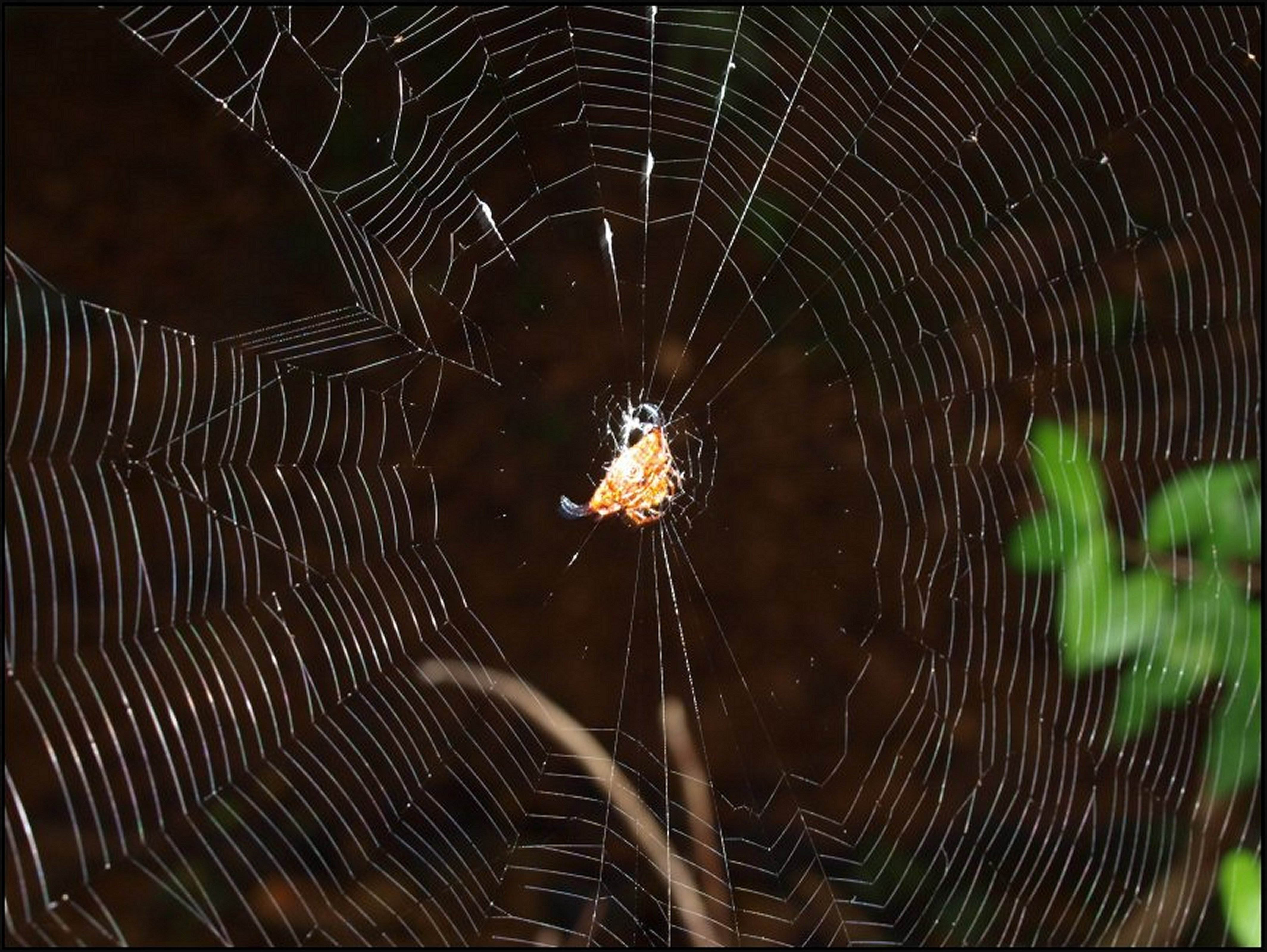
Gasteracantha thorelli sur sa toile non décorée, face ventrale. Nossi Sakatia, Madagascar.

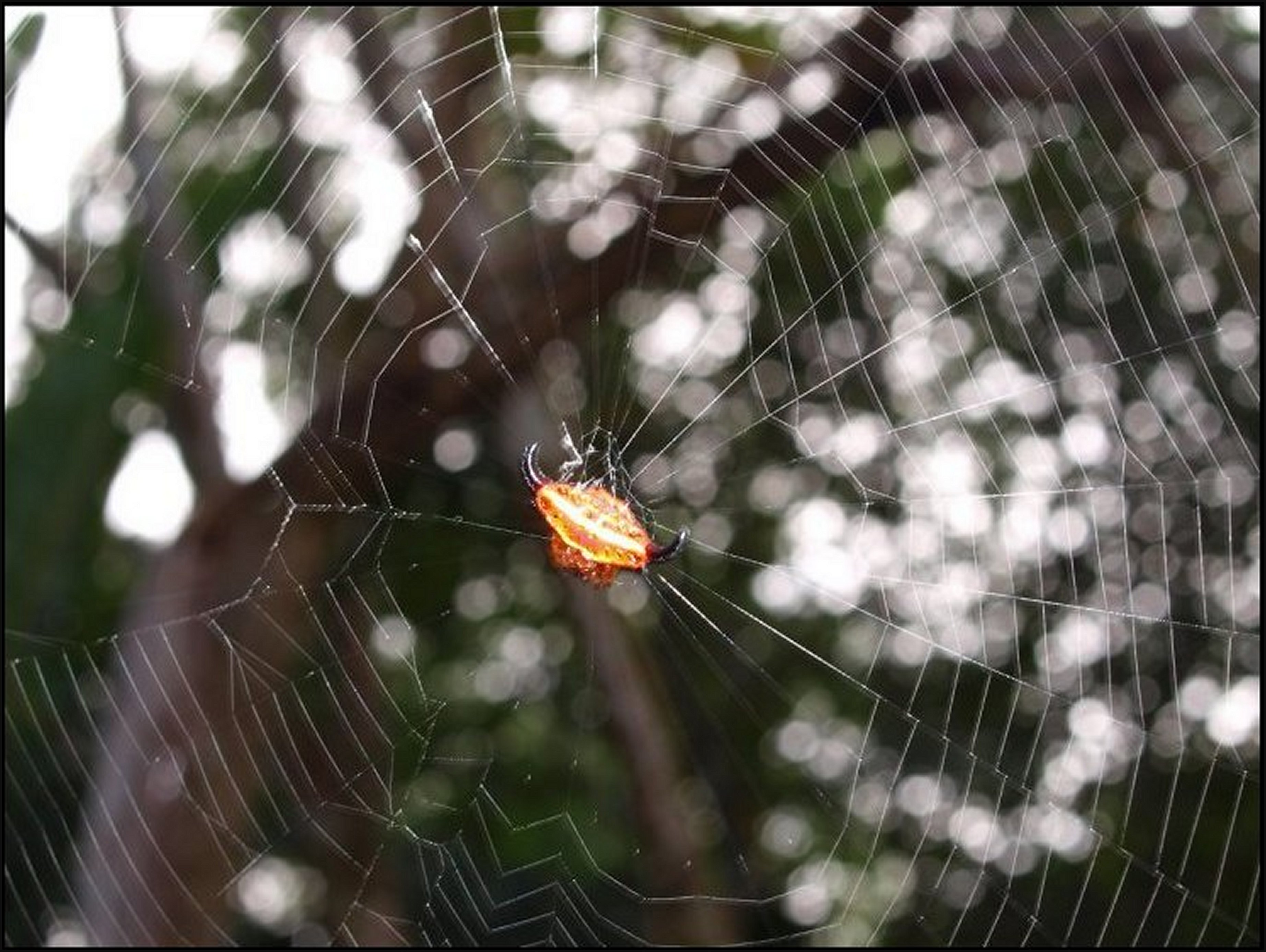
Gasteracantha thorelli sur sa toile non décorée, face dorsale. Nossi Sakatia, Madagascar.

Les araignées du genre Gasreracantha construisent leurs toiles dans des espaces ouverts entre les branches d'arbres ou de buissons.
Ces toiles, orbiculaires, possèdent des fils de suspension plusieurs fois plus long que le diamètre de la nappe. Des bandes sont souvent décorées avec de petites boules de soie le long de la spirale de la toile ensuite enchevêtrées avec des débris pour former un stabilimentum. Ces araignées n'utilisent pas de retraite, mais restent au centre de sa toile, même en plein jour.

## Liste des espèces
Selon World Spider Catalog (version 24, 21/07/2023) :
- Gasteracantha aciculata (Pocock, 1898)
- Gasteracantha acutispina Dahl, 1914
- Gasteracantha audouini Guérin, 1838
- Gasteracantha aureola Mi & Peng, 2013
- Gasteracantha beccarii Thorell, 1877
- Gasteracantha biloba (Thorell, 1878)
- Gasteracantha cancriformis (Linnaeus, 1758)
- Gasteracantha clarki Emerit, 1974
- Gasteracantha clavatrix (Walckenaer, 1841)
- Gasteracantha clavigera Giebel, 1863
- Gasteracantha crucigera Bradley, 1877
- Gasteracantha curvispina (Guérin, 1837)
- Gasteracantha curvistyla Dahl, 1914
- Gasteracantha dalyi Pocock, 1900
- Gasteracantha diadesmia Thorell, 1887
- Gasteracantha diardi (Lucas, 1835)
- Gasteracantha doriae Simon, 1877
- Gasteracantha falcicornis Butler, 1873
- Gasteracantha fasciata Guérin, 1838
- Gasteracantha flava Nicolet, 1849
- Gasteracantha fornicata (Fabricius, 1775)
- Gasteracantha frontata Blackwall, 1864
- Gasteracantha gambeyi Simon, 1877
- Gasteracantha geminata (Fabricius, 1798)
- Gasteracantha hecata (Walckenaer, 1841)
- Gasteracantha interrupta Dahl, 1914
- Gasteracantha irradiata (Walckenaer, 1841)
- Gasteracantha janopol Barrion & Litsinger, 1995
- Gasteracantha kuhli C. L. Koch, 1837
- Gasteracantha lepelletieri (Guérin, 1825)
- Gasteracantha lunata Guérin, 1838
- Gasteracantha martensi Dahl, 1914
- Gasteracantha mediofusca (Doleschall, 1859)
- Gasteracantha mengei Keyserling, 1864
- Gasteracantha metallica (Pocock, 1898)
- Gasteracantha milvoides Butler, 1873
- Gasteracantha notata Kulczyński, 1910
- Gasteracantha panisicca Butler, 1873
- Gasteracantha parangdiadesmia Barrion & Litsinger, 1995
- Gasteracantha pentagona (Walckenaer, 1841)
- Gasteracantha picta (Thorell, 1893)
- Gasteracantha quadrispinosa O. Pickard-Cambridge, 1879
- Gasteracantha recurva Simon, 1877
- Gasteracantha regalis Butler, 1873
- Gasteracantha remifera Butler, 1873
- Gasteracantha rhomboidea Guérin, 1838
- Gasteracantha rubrospinis Guérin, 1838
- Gasteracantha rufithorax Simon, 1881
- Gasteracantha sacerdotalis L. Koch, 1872
- Gasteracantha sanguinea Dahl, 1914
- Gasteracantha sanguinolenta C. L. Koch, 1844
- Gasteracantha sapperi Dahl, 1914
- Gasteracantha sauteri Dahl, 1914
- Gasteracantha scintillans Butler, 1873
- Gasteracantha signifera Pocock, 1898
- Gasteracantha simoni O. Pickard-Cambridge, 1879
- Gasteracantha sororna Butler, 1873
- Gasteracantha sturi (Doleschall, 1857)
- Gasteracantha subaequispina Dahl, 1914
- Gasteracantha taeniata (Walckenaer, 1841)
- Gasteracantha theisi Guérin, 1838
- Gasteracantha thomasinsulae Archer, 1951
- Gasteracantha thorelli Keyserling, 1864
- Gasteracantha tondanae Pocock, 1897
- Gasteracantha transversa C. L. Koch, 1837
- Gasteracantha unguifera Simon, 1889
- Gasteracantha versicolor (Walckenaer, 1841)
- Gasteracantha westringi Keyserling, 1864

## Systématique et taxinomie
Ce genre a été décrit par Sundevall en 1833.
Paurotylus a été placé en synonymie par Emerit en 1982.
Bunocrania a été placé en synonymie par Levi en 1996.
Ce genre fait partie de la sous-famille des Gasteracanthinae avec Micrathena.

## Étymologie
Le nom Gasteracantha, dérivé du nomen nudum Gasteracanthe inventé par Pierre-André Latreille, est formé des deux mots grecs γαστήρ (gaster = ventre) et ἄκανθα (acantha = épine) car il rassemble des araignées présentant des épines sur l'abdomen.

## Publication originale
- Sundevall, 1833 : Conspectus Arachnidum. Londini Gothorum, p. 1-39 (Gasteracantha p. 14).